# August Heim
August Heim (* 13. März 1904 in Offenbach am Main; † 8. Mai 1976 ebenda) war ein deutscher Fechter, der deutscher Meister wurde und 1936 zwei olympische Bronzemedaillen gewann. 

## Leben
Der Fechter vom Fechtclub Offenbach war anfangs mit dem Florett erfolgreich, später trat er häufig sowohl in den Wettbewerben mit dem Florett und als auch in denen mit dem Säbel an. Bei den Olympischen Spielen 1928 in Amsterdam gehörte er zur Florettmannschaft und schied in der Vorrunde aus. 1930 gewann Heim seinen ersten Deutschen Meistertitel mit dem Florett, 1932 und 1937 folgten zwei weitere Titel; 1933, 1934, 1935 und 1938 war er Deutscher Meister mit dem Säbel. 
1931 gewann das deutsche Herrenteam bei der inoffiziellen Fechtweltmeisterschaft in der Besetzung Erwin Casmir, Julius Eisenecker, August Heim und Heinrich Moos die Bronzemedaille im Säbelfechten. 1935 wiederholten Julius Eisenecker, Hans Esser, August Heim, Heinrich Moos und Richard Wahl diesen Erfolg. Bei den Olympischen Spielen 1936 in Berlin gewann die deutsche Säbel-Equipe mit Erwin Casmir, Julius Eisenecker, Hans Esser, August Heim, Hans-Georg Jörger und Richard Wahl die Bronzemedaille. Ebenfalls Bronze gewann die deutsche Florett-Equipe mit Otto Adam, Erwin Casmir, Julius Eisenecker, August Heim, Siegfried Lerdon und Stefan Rosenbauer. 1937 fand die erste offizielle Fechtweltmeisterschaft statt; die deutsche Säbelequipe mit Erwin Casmir, Julius Eisenecker, Hans Esser, August Heim, Heinrich Moos und Richard Wahl erhielt abermals die Bronzemedaille.
Nach dem Zweiten Weltkrieg war Heim als Trainer beim Offenbacher FC tätig und unter anderem erster Trainer der späteren Mannschaftsolympiasiegerin und mehrfachen Weltmeisterin Cornelia Hanisch.